# مسجد حسین بن علی
مسجد حسین بن علی مربوط به دوره صفوی است و در اصفهان، خیابان سلمان فارسی، روبروی پل شهرستان، خیابان بازارچه، نبش کوچه نوروز واقع شده و این اثر در تاریخ ۲ مرداد ۱۳۸۷ با شمارهٔ ثبت ۲۳۰۱۳ به‌عنوان یکی از آثار ملی ایران به ثبت رسیده است.